# كاترينا جونسون
كاترينا جونسون (بالإنجليزية: Katrina Johnson)‏ هي ممثلة أمريكية، ولدت في 27 أبريل 1982 في سان دييغو في الولايات المتحدة.

## وصلات خارجية
- كاترينا جونسون على موقع IMDb (الإنجليزية)